# Woiwodschaft Stanisławów
Die Woiwodschaft Stanisławów (auch Woiwodschaft Stanislau polnisch Województwo Stanisławowskie) war in den Jahren 1921 bis 1939 eine Woiwodschaft der Zweiten Polnischen Republik. Der Sitz der Verwaltung und die Hauptstadt war Stanisławów (Stanislau, heute Iwano-Frankiwsk).

## Lage und Größe
Die Woiwodschaft mit den Städten Stanisławów, Kołomyja, Stryj, Knihinin (bis 1925), Śniatyn, Turka und Horodenka erstreckte sich über den östlichen Teil von Südpolen.
Sie grenzte im Nordwesten an die Woiwodschaft Lwów, im Nordosten an die Woiwodschaft Tarnopol, im Osten an Rumänien und im Südwesten an die Tschechoslowakei.
Im nördlichen Teil ist die Landschaft hügelig und im Süden gebirgig (Karpaten), quer durch das Gebiet fließt der Dnister.
1921 umfasste die Woiwodschaft eine Fläche von 18.368 km². Die 29 Städte und 904 Landgemeinden waren in 15 Powiats gegliedert. Nach der Ausgliederung des Powiats Turka in die Woiwodschaft Lwów im Jahr 1931 betrug die Fläche der Woiwodschaft 1939 16.894 km².

## Geschichte
Die Woiwodschaft entstand nach dem Frieden von Riga zum Abschluss des Polnisch-Sowjetischen Krieges am 1. September 1921 auf den südöstlichen Teilen des ehemaligen österreichischen Kronlandes Galizien, als Hauptstadt wurde Stanisławów festgelegt.
Am 1. April 1929 wurde der Powiat Peczeniżyn aufgelöst und das Gebiet dem Powiat Kołomyja angeschlossen. Am 17. April 1931 wurde der Powiat Turka an die Woiwodschaft Lwów abgetreten, am 1. April 1932 wurde der Powiat Bohorodczany aufgelöst und dessen Gebiet auf die Powiats Nadwórna und Stanisławów aufgeteilt, am gleichen Tag wurde der Powiat Skole aufgelöst und das Gebiet dem Powiat Stryj zugeteilt.
Im Verlauf des Zweiten Weltkriegs wurde die Woiwodschaft im September 1939 durch die Sowjetische Besetzung Ostpolens sowjetisch und nach dem Überfall auf die Sowjetunion im Juni 1941 durch den NS-Staat besetzt.
Nach Kriegsende wurde das Gebiet der Woiwodschaft ein Teil der Sowjetunion (Ukrainische SSR).

## Bevölkerung

### Volkszählung 1921
Die Volkszählung vom 30. September 1921 ermittelte folgende „Nationalitäten“ (Volkszugehörigkeiten):
Nationalitäten nach dem Zensus 1921
| Nationalität | Zahl      | Prozent  |
| ------------ | --------- | -------- |
| Ruthenen     | 941.355   | 69,80 %  |
| Polen        | 299.088   | 22,18 %  |
| Juden        | 91.880    | 6,81 %   |
| Deutsche     | 15.595    | 1,16 %   |
| Übrige       | 662       | 0,05 %   |
| Gesamt       | 1.348.580 | 100,00 % |

1. ↑  Die Kategorie „Ukrainer“ gab bei der Volkszählung 1921 nicht.

## Administrative Unterteilung (1934)

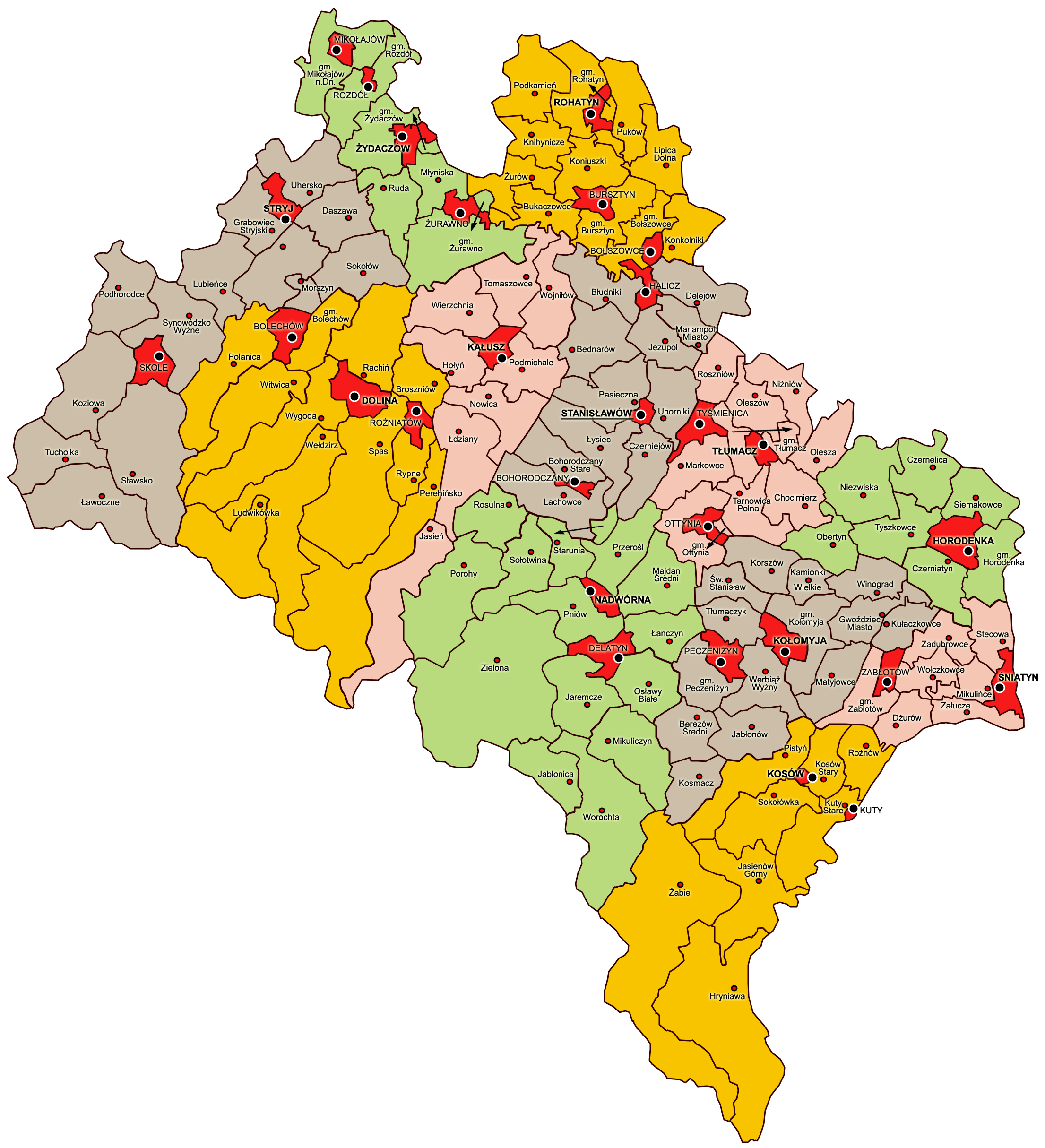
Verwaltungskarte, 1938

Powiat Dolina bestehend aus den Städten Bolechów, Dolina und Rożniatów sowie den Gminas:
- Bolechów
- Broszniów
- Ludwikówka
- Perehińsko
- Polanica
- Rachiń
- Rypne
- Spas
- Wełdzirz
- Witwica
- Wygoda

Powiat Horodenka bestehend aus der Stadt Horodenka sowie den Gminas:
- Czernelica
- Czerniatyn
- Horodenka
- Niezwiska
- Obertyn
- Siemakowce
- Tyszkowce

Powiat Kałusz bestehend aus der Stadt Kałusz sowie den Gminas:
- Jasień
- Łdziany
- Nowica
- Podmichale
- Hołyń
- Wierzchnia
- Tomaszowce
- Wojniłów

Powiat Kołomyja bestehend aus den Städten Kołomyja und Peczeniżyn sowie den Gminas:
- Berezów Średni
- Gwoździec Miasto
- Jabłonów
- Kamionki Wielkie
- Kołomyja
- Korszów
- Kosmacz
- Kułaczkowce
- Matyjowce
- Peczeniżyn
- Św. Stanisław
- Tłumaczyk
- Werbiąż Wyżny
- Winograd

Powiat Kosów bestehend aus den Städten Kosów und Kuty sowie den Gminas:
- Żabie
- Hryniawa
- Jasienów Górny
- Kuty Stare
- Sokołówka
- Kosów Stary
- Rożnów
- Pistyń

Powiat Nadwórna bestehend aus den Städten Delatyn und Nadwórna sowie den Gminas:
- Jabłonica
- Jaremcze
- Łanczyn
- Majdan Średni
- Mikuliczyn
- Osławy Białe
- Pniów
- Porohy
- Przerośl
- Rosulna
- Sołotwina
- Starunia
- Worochta
- Zielona

Powiat Rohatyn bestehend aus den Städten Bołszowce, Bursztyn und Rohatyn sowie den Gminas:
- Podkamień
- Rohatyn
- Puków
- Knihynicze
- Koniuszki
- Lipica Dolna
- Żurów
- Bukaczowce
- Bursztyn
- Bołszowce
- Konkolniki

Powiat Stanisławów bestehend aus den Städten Stanisławów, Bohorodczany und Halicz sowie den Gminas:
- Bednarów
- Błudniki
- Bohorodczany Stare
- Czerniejów
- Delejów
- Jezupol
- Lachowce
- Łysiec
- Marjampol Miasto
- Pasieczna
- Uhorniki

Powiat Stryj bestehend aus den Städten Skole und Stryj sowie den Gminas:
- Uhersko
- Grabowiec Stryjski
- Daszawa
- Sokołów
- Bratkowce
- Morszyn
- Lubieńce
- Synowódzko Wyżne
- Podhorodce
- Koziowa
- Sławsko
- Tucholka
- Ławoczne

Powiat Śniatyń bestehend aus den Städten Śniatyn und Zabłotów sowie den Gminas:
- Mikulińce
- Zabłotów
- Zadubrowce
- Dżurów
- Stecowa
- Załucze
- Wołczkowce

Powiat Tłumacz bestehend aus den Städten Otynia, Tłumacz und Tyśmienica sowie den Gminas:
- Chocimierz
- Markowce
- Niżniów
- Olesza
- Otynia
- Roszniów
- Tarnowica Polna
- Tłumacz
- Oleszów

Powiat Żydaczów bestehend aus den Städten Mikołajów n/Dn., Rozdół, Żurawno und Żydaczów sowie den Gminas:
- Mikołajów n/Dn.
- Rozdół
- Żurawno
- Żydaczów
- Młyniska
- Ruda

## September 1939 und seine Nachwirkungen
Im September 1939 überfielen deutsche und sowjetische Truppen Polen, wobei das Land und die Woiwodschaft Stanisławów der Ukrainischen Sowjetrepublik einverleibt wurden. Nach 1945 verblieb das Gebiet bei der Sowjetunion, heute gehört die ehemalige Woiwodschaft Stanisławów in großen Teilen der ukrainischen Oblast Iwano-Frankiwsk sowie kleinere Teile der Oblast Lwiw an.